# 马纳瓦拉库里奇
马纳瓦拉库里奇（Manavalakurichi），是印度泰米尔纳德邦甘尼亚古马里县的一个城镇。总人口10404（2001年）。

## 人口
该地2001年总人口10404人，其中男性5196人，女性5208人；0—6岁人口1131人，其中男579人，女552人；识字率78.84%，其中男性为80.87%，女性为76.82%。